# Sorin Preda
Sorin Preda (n. 12 decembrie 1951 București – d. 26 noiembrie 2014) a fost un jurnalist, publicist și prozator român. El a fost a fost nepot de frate al lui Marin Preda.
A absolvit în 1974 Facultatea de Limbă și literatură română a Universității din București.

## Afilieri
A fost membru al cenaclului „Junimea“ condus de Ovid S. Crohmălniceanu și al grupării literare „Noii“ (alături de Gheorghe Crăciun, Ioan Flora, Gheorghe Iova, Mircea Nedelciu, Gheorghe Ene, Emil Paraschivoiu și Constantin Stan) care, între 1971-1973, editează revista de perete omonimă.
A fost profesor la Facultatea de Jurnalism și Științele Comunicării din cadrul Universității din București.
Din anul 1994 a fost redactor și la săptămânalul „Formula AS”.
A fost membru al Uniunii Scriitorilor din România și membru fondator al Asociației Scriitorilor Profesioniști din România , ASPRO.

## Volume publicate
A debutat în 1981 cu volumul de proză scurtă Povestiri terminate înainte de a începe.
A mai publicat volumele: Parțial color(roman, 1985); Plus-minus o zi (roman, 1988).

## Antologii
A fost prezent cu proză scurtă în antologiile „Desant 83“ îngrijită de Ovid S. Crohmălniceanu (1983; ediția a II-a, Editura Paralela 45, 2000) și „Generația '80 în proza scurtă“ (Editura Paralela 45, 1998) și cu articole de opinie în volumul „Competiția continuă. Generația ?80 în texte teoretice“ (Editura Vlasie, 1994; ediția a II-a, Editura Paralela 45, 1999). 
A fost prezent cu povestiri traduse într-o antologie de proză scurtă publicată la Moscova (1985).
A colaborat cu proze scurte, reportaje, articole de opinie la reviste culturale din țară.